# Adrián Szőke
 (février 2022).
Adrián Szőke, né le 1er juillet 1998 à Senta en Yougoslavie (aujourd'hui en Serbie), est un footballeur hongrois qui joue au poste d'attaquant.

## Biographie

### En club
Il commence sa carrière professionnelle avec l'équipe réserve du FC Cologne. Lors de la saison 2018-2019, il se met en évidence en marquant douze buts en Regionalliga Ouest. Il est notamment l'auteur d'un doublé sur la pelouse de l'équipe réserve du Fortuna Düsseldorf, avec à la clé une large victoire 0-5 à l'extérieur. Il s'engage le 7 juillet 2019 en faveur de l'Heracles Almelo.
Il réalise ses débuts le 4 août 2019 en championnat, contre le SC Heerenveen. Il joue 74 minutes et son équipe s'incline 0-4. Le 28 octobre 2020, il marque son premier but contre le SC Telstar, lors du premier tour de la Coupe des Pays-Bas et le Heracles l'emporte sur le score de 3-0.

### En sélection
Adrián Szőke reçoit deux sélections en équipe de Serbie des moins de 18 ans lors de l'année 2016.
Il réalise ses débuts avec l'équipe de Hongrie espoirs le 14 novembre 2019, contre l'Irlande du Nord, à l'occasion d'un match des éliminatoires de l'Euro espoirs 2021. Il joue la première période et marque l'unique but de son équipe. Le match se solde sur un score de parité (1-1).
Lors de la phase finale de l'Euro espoirs, il joue deux matchs lors de la phase de poule, contre l'Allemagne (en sortant à la 60') et contre la Roumanie (en étant expulsé à la 42e). Avec un bilan catastrophique de trois défaites en trois matchs, onze buts encaissés et deux buts marqués, la Hongrie est éliminée dès le premier tour.